# Official PlayStation Magazine – Ireland
A The Official Playstation Magazine – Ireland egy a PlayStation konzolokra megjelenő játékokkal foglalkozó magazin volt, amit a TP Media adott ki Írországban.

## Története
Az újságot 2000 májusában alapította a TP Media az Írországban élő, nagy számú PlayStation tulajdonos számára és az Egyesült Királyságból importált magazinok megnövekedett ára miatt. A The Official UK PlayStation Magazine, amit a Future Publishing ad ki a duplájába is kerülhet az ír társánál a behozatali díjak miatt.

## Eltérés a brit kiadványtól
Ugyan a magazin első három lapszámának a borítója megegyezett a brit kiadványéval, de az OIPM tartalmát egy ír csapat írja, Kevin MacDermot vezetésével. Bizonyos tartalmakat közvetlenül átemeltek a brit verzióból.